# Liézey
Liézey – miejscowość i gmina we Francji, w regionie Grand Est, w departamencie Wogezy.
Według danych na rok 1990 gminę zamieszkiwało 298 osób, a gęstość zaludnienia wynosiła 22 osób/km² (wśród 2335 gmin Lotaryngii Liézey plasuje się na 752. miejscu pod względem liczby ludności, natomiast pod względem powierzchni na miejscu 397.).